# Chicken Run – Hennen rennen

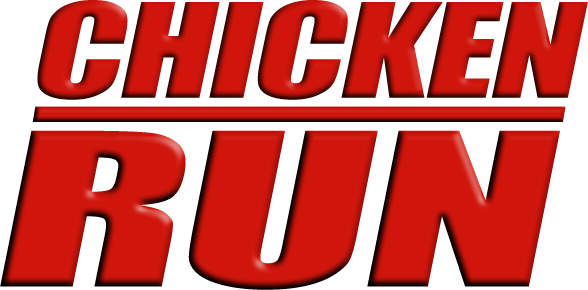
Logo

Chicken Run – Hennen rennen ist ein britischer Knetanimationsfilm aus dem Jahr 2000. Er wurde von Aardman Animations in Zusammenarbeit mit DreamWorks Pictures produziert.

## Handlung
Der Film erzählt die Geschichte eines aufsässigen Huhns namens Ginger, das hartnäckig versucht, mit allen Hühnern aus einer einem Gefangenenlager ähnelnden Hühnerfarm auszubrechen. Dies wird allerdings immer wieder von den Eigentümern der Farm, Mr. und Mrs. Tweedy, verhindert.
Eines Tages landet der amerikanische Hahn Rocky in der Hühnerfarm, und Ginger schöpft neue Hoffnung, endlich ausbrechen zu können. Sie denkt aufgrund eines Missverständnisses, Rocky könne fliegen und dies den anderen Hühnern beibringen. Rocky klärt das Missverständnis nicht auf, sondern genießt sein Leben bei den Hennen. Doch das Unternehmen wird umso dringlicher, als Mrs. Tweedy eine „Hühnerpastetenmaschine“ bestellt und es nun nicht mehr nur um das tägliche Eierkontingent der Hühner, sondern um die Hühner an sich geht. Ginger soll die Maschine als Versuchskaninchen „testen“, doch glücklicherweise wird sie von Rocky gerettet.
Am nächsten Tag stellt Ginger fest, dass Rocky gegangen ist. Ein Poster zeigt, dass Rocky eigentlich nur ein „Stunt-Hahn“ gewesen ist, der aus einer Kanone abgefeuert wurde und nicht die Fähigkeit besitzt, zu fliegen. Daraufhin verfallen Ginger und die Hühner in eine Depression. Der ältere Hahn Fowler erzählt den Hühnern von seiner Zeit als Maskottchen der Royal Air Force, was Ginger auf die Idee bringt, ein vogelähnliches, mit Pedalen angetriebenes Flugzeug zu bauen.
Mrs. Tweedy verlangt von ihrem Mann, dass dieser alle Hühner einsammelt, um sie in die von ihm reparierte Maschine hineinzutun. Als Mr. Tweedy die Hühner entdeckt, wird er von ihnen überrumpelt und gefesselt zurückgelassen. Die Hühner stellen dann das Flugzeug fertig und versuchen damit, über einen Zaun zu fliegen. Währenddessen bekommt Rocky nach einem Blick auf eine Werbetafel, die für Mrs. Tweedys Hühnerpasteten wirbt, Gewissensbisse und schließt sich wieder den Hühnern an, denen es gelingt, von der Farm zu fliehen. Doch Mrs. Tweedy hält sich an einer Weihnachtslichterkette fest, die von den Hennen als Startbahnbeleuchtung verwendet wurde und sich beim Start am Flugzeug verfing. Sie will Ginger endgültig töten. Diese kann der Axt jedoch ausweichen, sodass Mrs. Tweedy stattdessen die Lichterkette durchschneidet. Daraufhin fällt sie hinunter und bleibt im Sicherheitsventil der Hühnerpastetenmaschine stecken. Wegen des sich dadurch aufbauenden Drucks explodiert die Maschine, wodurch ein Großteil der Farm zerstört wird. Mr. Tweedy, der sich mittlerweile befreit hat, kritisiert seine Frau dafür, dass diese nicht auf ihn gehört hat. Als Mrs. Tweedy ihn anschreien will, lässt er eine Tür auf sie fallen.
Die Hühner setzten ihre Flucht fort, bis sie eine Insel erreichen. Hier beginnt für sie ein Leben in Freiheit. Ginger und Rocky sind sich näher gekommen und gehen eine Beziehung miteinander ein.

## Synchronisation
Das Studio Babelsberg übernahm die Synchronisation. Michael Nowka führte die Dialogregie und schrieb das Dialogbuch.
| Rolle       | Originalsprecher   | Deutscher Sprecher   |
| ----------- | ------------------ | -------------------- |
| Ginger      | Julia Sawalha      | Heidrun Bartholomäus |
| Rocky       | Mel Gibson         | Ingolf Lück          |
| Babs        | Jane Horrocks      | Dagmar Biener        |
| Bunty       | Imelda Staunton    | Regina Lemnitz       |
| Fetcher     | Phil Daniels       | Gerald Schaale       |
| Fowler      | Benjamin Whitrow   | Hans Teuscher        |
| Mac         | Lynn Ferguson      | April Hailer         |
| Mrs. Tweedy | Miranda Richardson | Barbara Ratthey      |
| Mr. Tweedy  | Tony Haygarth      | Klaus Sonnenschein   |
| Nick        | Timothy Spall      | Michael Pan          |

## Hintergrund
Der Film enthält zahlreiche parodistische Anspielungen und Zitate von Klassikern wie Gesprengte Ketten, Der Flug des Phoenix (die Konstruktion des Flucht-Flugzeugs sowie Fowlers Satz „Seien Sie nicht albern! Ich kann dieses Ding nicht fliegen!“) und Indiana Jones.
Im Film finden sich außerdem, trotz allen Humors, fast zynische Anspielungen auf die Arbeits- und Konzentrationslager in der Zeit des Nationalsozialismus. Mit viel Humor wird in Szenen zwischen Rocky und Fowler auch der Kulturkonflikt zwischen Briten und Amerikanern dargestellt (Fowler: „Diese Yankees sind alle gleich: faul, unhöflich und zu jedem Krieg kommen sie zu spät!“).

## Kritik
„Der erste lange Film der "Wallace & Gromit"-Erfinder, besetzt mit perfekt animierten Knetfiguren, ist erzählerisch weniger stringent als seine Vorläufer und verlässt sich auf eine einzige hübsche Idee. Diese allerdings ist überzeugend, insbesondere im Gewand einer sensationellen Animationskunst. Als pointierte Parodie des Lagerfilms im pseudosozialkritischen Tonfall auch inhaltlich überdenkenswert.“

## Fortsetzung
Am 15. Dezember 2023 erschien auf Netflix die Fortsetzung Chicken Run: Operation Nugget.